# Franciszek Maria Józef Jaroszewski

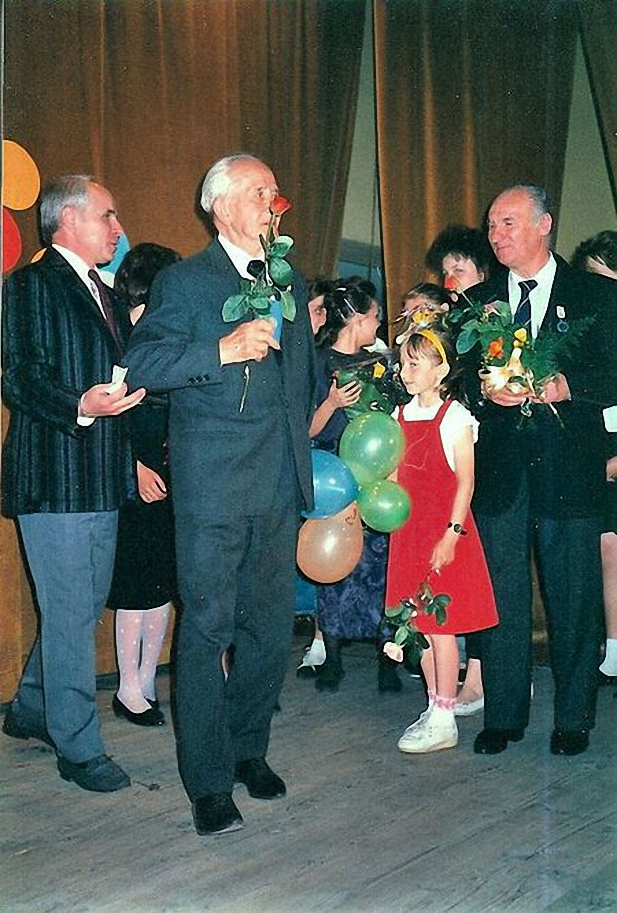
Uroczystość wręczenia Orderów Uśmiechu 10 maja 1990 w sali Teatru Miejskiego im. Stefana Jaracza w Otwocku. Stoją od lewej: Franciszek Jaroszewski i Zbigniew Żmuda.

Franciszek Maria Józef Jaroszewski (ur. 27 sierpnia 1912 w Papowie Biskupim, zm. 18 kwietnia 1992 w Otwocku) – polski lekarz, pediatra, uczestnik kampanii wrześniowej 1939.

## Życiorys
W 1932 ukończył Państwowe Gimnazjum Klasyczne (dawnego typu) w Bydgoszczy. W okresie nauki szkolnej należał do Sodalicji Mariańskiej. W młodości był lekkoatletą i wioślarzem. Kilkukrotnie zdobywał medale w lokalnych zawodach sportowych w Bydgoszczy. W latach 1932–1937 studiował medycynę na Uniwersytecie Poznańskim. We wrześniu 1938 został powołany do jednorocznej służby wojskowej. Ukończył Szkołę Podchorążych Rezerwy w Centrum Wyszkolenia Sanitarnego w Warszawie w stopniu sierżanta podchorążego rezerwy. Po dodatkowym przeszkoleniu w Centrum Badań Lotniczo-Lekarskich w Warszawie dostał przydział do Centrum Wyszkolenia Lotniczego w Dęblinie. Pełnił tam służbę jako lekarz wojskowy. Po wybuchu II wojny światowej opuścił Dęblin w jednym z ostatnich rzutów ewakuacyjnych. 18 września 1939 pod Lwowem dostał się do niewoli sowieckiej, z której udało mu się wkrótce zbiec. Poszukiwany przez gestapo, opuścił Bydgoszcz i ukrywał się w Otwocku. Studia medyczne ukończył na Uniwersytecie Warszawskim, składając brakujące dwa egzaminy dyplomowe. Dyplom lekarza otrzymał 20 lutego 1940. Staż lekarski odbył w Szpitalu Powiatowym w Otwocku, w Szpitalu św. Ducha i Szpitalu Dzieciątka Jezus w Warszawie. 16 stycznia 1942 otrzymał zezwolenie na wykonywanie praktyki lekarskiej. Od 1 marca 1942 do 1 lipca 1944 pracował w Warszawskim Szpitalu dla Dzieci przy ul. Kopernika 43 jako asystent, doskonaląc umiejętności medyczne pod kierunkiem wybitnego pediatry, prof. Remigiusza Stankiewicza. Jednocześnie od września 1942 do 1 stycznia 1945 honorowo sprawował opiekę nad Zakładem Wychowawczo-Opiekuńczym SS. Felicjanek w Otwocku przy ul. Warszawskiej 5. Był zaufanym lekarzem działającego na terenie Otwocka i okolic oddziału Kedywu Rejonu IV Warszawskiego Okręgu AK „OS Fromczyn”, choć formalnie członkiem AK nie był. Od 1 kwietnia 1944 do 1 listopada 1945 pracował jako asystent w Tymczasowym Szpitalu Ewakuacyjnym w Otwocku. W związku z prowadzoną działalnością zawodową pod koniec grudnia 1944 został zatrzymany i był przetrzymywany przez UB około tygodnia.
Po wojnie zaangażował się w odbudowę ośrodków medycznych w Otwocku oraz leczenie dzieci chorych na gruźlicę. Od 7 października 1945 do 1 marca 1946 był pierwszym polskim dyrektorem Polsko-Szwedzkiego Sanatorium (przedwojenny „Olin”, od 1951 Dziecięce Sanatorium im. J. Marchlewskiego) podczas jego rozbudowy przez szwedzki Czerwony Krzyż. Później pracował w różnych otwockich placówkach służby zdrowia. Dwukrotnie powoływano go na okres kilku miesięcy do Powszechnej Organizacji „Służba Polsce” na stanowisko lekarza brygady: pierwszy raz w 1949 (51 Brygada SP w Michałkowicach, obecnie część Siemianowic Śląskich), drugi raz w 1950 (Brygada Młodzieżowej SP Nr 6 w Wilkowie Polskim). Po powrocie z Wilkowa sprawował funkcje: kierownika Poradni Dziecięcej przy Obwodowej Przychodni Specjalistycznej w Otwocku (od 1 października 1950), konsultanta Oddziału Noworodków w Szpitalu Powiatowym tamże (od 1 kwietnia 1952 do 31 grudnia 1962), p.o. ordynatora tego oddziału (do 1964) i jednocześnie inspektora pediatrii w Wydziale Zdrowia w Otwocku (od 1 września 1958 do 31 października 1961). W połowie lat sześćdziesiątych nawiązał współpracę z wybitnym pedagogiem Kazimierzem Lisieckim, sprawując opiekę zdrowotną nad uczestnikami organizowanych przez niego corocznie w Świdrze wakacyjnych obozów młodzieżowych.
Ważna część działalności zawodowej Franciszka Jaroszewskiego wiązała się z higieną szkolną. Od początku lat pięćdziesiątych do początku lat dziewięćdziesiątych ubiegłego stulecia pracował jako lekarz w otwockich szkołach podstawowych, średnich i domach małego dziecka oraz innych placówkach wychowawczych. W 1989 odznaczono go Orderem Uśmiechu, nadanym na wniosek dzieci i młodzieży pięciu szkół otwockich. Ponadto od lat czterdziestych prowadził prywatną praktykę lekarską w Otwocku, a od lat sześćdziesiątych w Świdrze.
Oprócz pracy zawodowej Franciszek Jaroszewski działał społecznie, m.in. w Związku Zawodowym Pracowników Służby Zdrowia lecznictwa otwartego w Otwocku (1951 – mąż zaufania, 1952 – przewodniczący, 1953 – członek Rady Zakładowej). Poza tym był lekarzem Otwockiego Klubu Sportowego (OKS), prowadził badania okresowe jego piłkarzy, był też członkiem tego klubu i zawodnikiem sekcji motorowej. W latach sześćdziesiątych przewodniczył Społecznemu Komitetowi Budowy Gazociągu w Świdrze, a od 1980 należał do NSZZ „Solidarność”. Wykładał też higienę ogólną na kursach przysposobienia zawodowego.
W styczniu 1992 – po ponad pięćdziesięciu latach pracy zawodowej – przeszedł na emeryturę. Zmarł 18 kwietnia 1992 wskutek choroby nowotworowej i został pochowany na cmentarzu w Otwocku.

## Odznaczenia i wyróżnienia
- Krzyż Kawalerski Orderu Odrodzenia Polski (1977),
- Medal 40-lecia Polski Ludowej (1984),
- Medal Komisji Edukacji Narodowej (1985),
- Order Uśmiechu (1989),
- Srebrna Honorowa Odznaka Zrzeszenia Sportowego „Kolejarz” (1956),
- Złota Odznaka Warszawskiego Okręgowego Związku Piłki Nożnej (1959),
- Nagroda w organizowanym przez Prezydium Miejskiej Rady Narodowej w Otwocku konkursie „Nieruchomość na najwyższy połysk” (1968),
- Laureat plebiscytu „Zasłużony i popularny Otwocczanin 90-lecia Miasta” w kategorii ochrona zdrowia, lecznictwo (pośmiertnie, 2006).

## Życie prywatne
Syn Walentego i Marii, żona Stanisława z Migdalskich, dzieci: Maria, Marek i Jacek.